# María del Rosario Espinoza
Maria del Rosario Espinoza (La Brecha, 27 novembre 1987) è una taekwondoka messicana.

## Carriera
Maria ha vinto la sua prima competizione nel 2003 ai giochi giovanili panamericani a Rio de Janeiro. Dopo ha partecipato alle competizioni del Canada, della Francia e della Germania. Nel 2007 ha vinto i Campionati del mondo a Pechino nei pesi medi (-72 kg) sconfiggendo in finale Lee In-Jong, nello stesso anno ha anche vinto la medaglia d'oro ai Giochi panamericani di Rio de Janeiro nella categoria +67 kg avendo la meglio sulla brasiliana Natalia Falavigna.
Ha partecipato alle Olimpiadi di Pechino 2008 perde per prima con la tunisina Khaoula Ben Hamza (0-4), ma con  la svedese Karolina Kedzierska riuscì a batterla (4-2). Si è qualificata per la finale battendo l'inglese Sarah Stevenson (4-1) e conquista poi l'oro sconfiggendo Nina Solheim. Conquista la medaglia di bronzo alle Olimpiadi 2012.